# Marinussaurus curupira
Genre
Espèce
Marinussaurus curupira, unique représentant du genre Marinussaurus, est une espèce de sauriens de la famille des Gymnophthalmidae.

## Répartition
Cette espèce est endémique de l'État d'Amazonas au Brésil. Elle a été découverte à Iranduba.

## Description
Le mâle holotype mesure 52,1 mm de longueur standard.

## Étymologie
Le genre est nommé en l'honneur de Marinus Steven Hoogmoed et l'espèce en référence au Curupira.

## Publication originale
- Peloso, Pellegrino, Rodrigues & Avila-Pires, 2011 : Description and Phylogenetic Relationships of a New Genus and Species of Lizard (Squamata, Gymnophthalmidae) from the Amazonian Rainforest of Northern Brazil. American Museum Novitates, no 3713, p. 1-24 (texte intégral).